# 네크로
네크로(Necro, 1976년 3월 7일 ~ )는 미국의 래퍼이자 음악 프로듀서이다.

## 같이 보기
- 일 빌